# MOLEX (konektor)

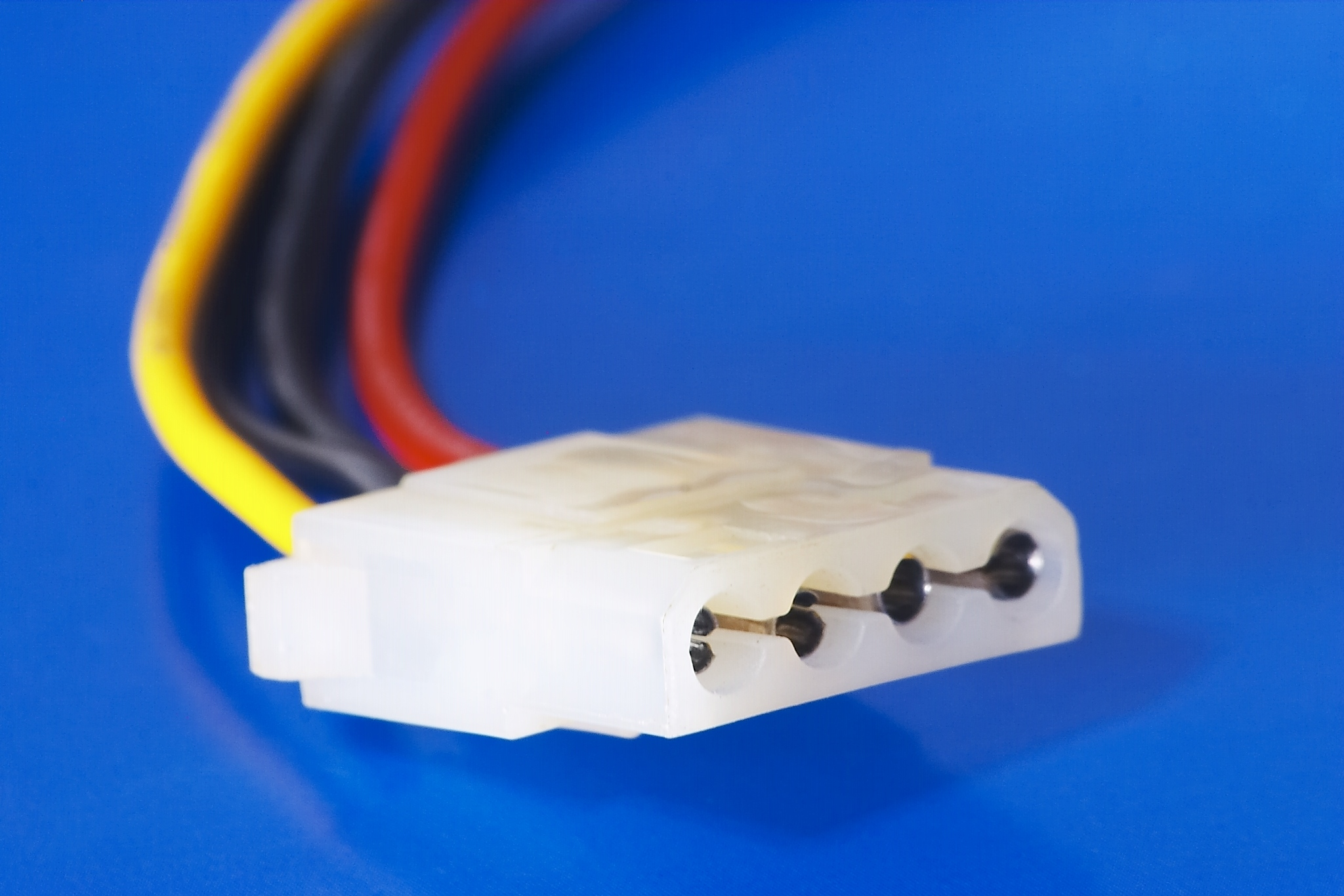
MOLEX napájecí konektor (samice)

Molex je výrobce konektorů používaných v počítačích. Název se však uchytil pro nejpoužívanější interní napájecí konektor, jehož originální název je 8981 sériový napájecí konektor. Využívá se především k napájení pevných disků, optických mechanik a disketových mechanik 5,25". Jeho zmenšená verze, zvaná Mini-molex, nebo Floppymolex (originálně však Berg konektor) je používána pro napájení disketových mechanik 3,5", nebo jako přídavné napájení pro grafické karty připojené do AGP portu. Dnes jsou však využívány více SATA Power konektory.

## Parametry

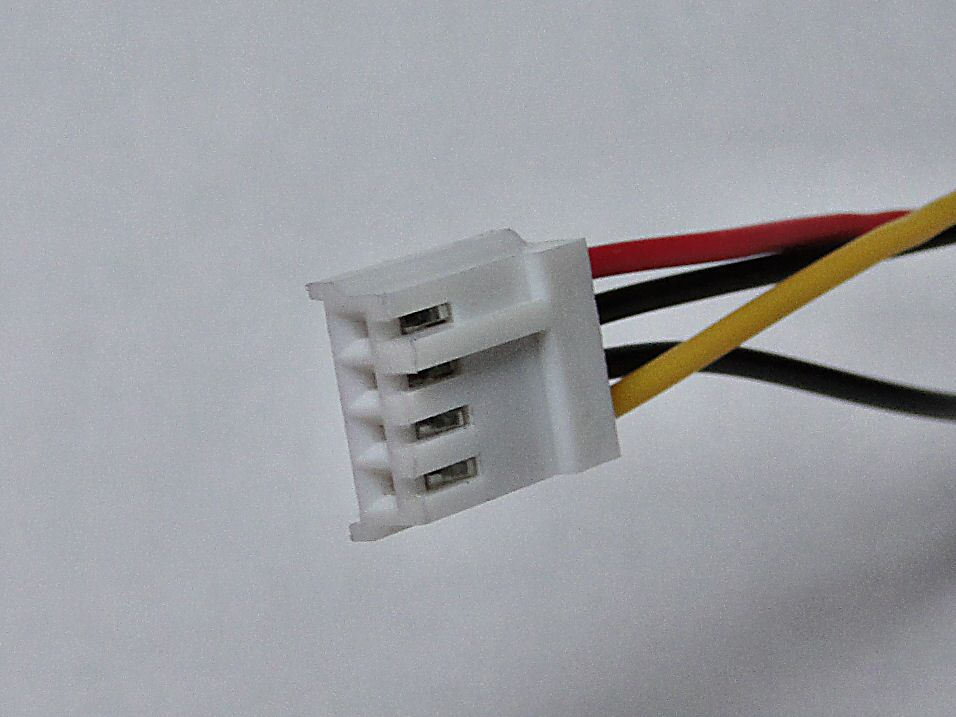
Mini-molex konektor

Pomocí konektoru je do zařízení připojeno dvojí stejnosměrné napětí: 12V a 5V. Konektor je čtyřpinový, každé napětí má tedy svou zem.

Vodiče jsou standardně barevně označeny třemi barvami. Černě jsou označeny oba zemnící kabely, červeně 5V a žlutě 12V. U starších počítačů se mohou vyskytnout i jiné barvy (často zelená a oranžová).

Šířka konektoru je 21mm, výška 6mm a na horní straně je v rozích o 2mm zkosen, aby nedošlo k nesprávnému zapojení. Středy pinů jsou od sebe vzdáleny 5,08mm. Napětí by nemělo překročit 12V a maximální proud je 11 Ampér na pin.
| Pin # | Barva | Barva   | Napětí |
| ----- | ----- | ------- | ------ |
| 1     |       | Žlutá   | +12 V  |
| 2     |       | Černá   | Zem    |
| 3     |       | Černá   | Zem    |
| 4     |       | Červená | +5 V   |